# Geocoin

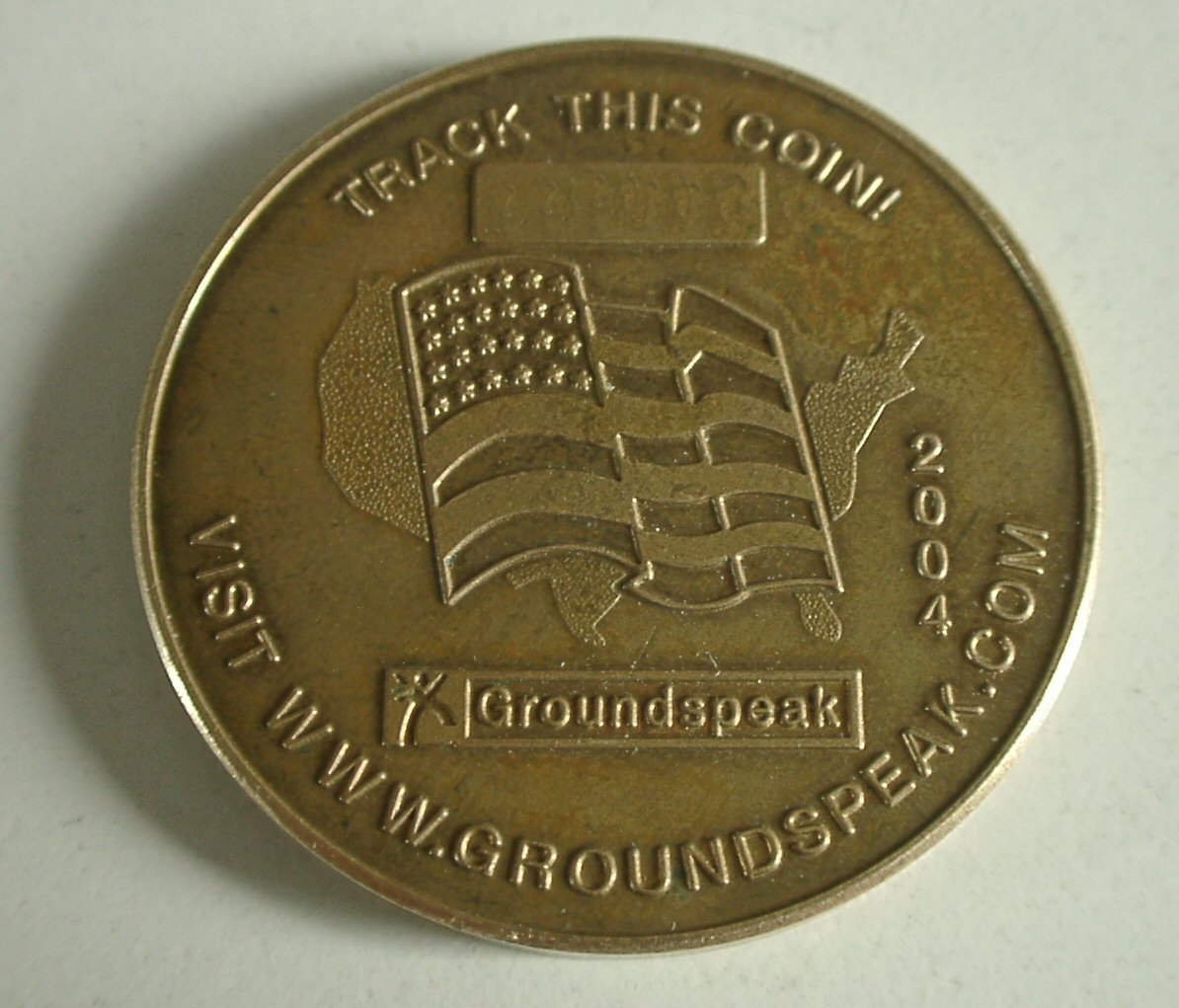
Een Amerikaanse geocoin.

Een geocoin is een metalen of houten penning die gebruikt wordt bij geocaching.
Het is (vaak) de bedoeling dat de munt van cache (verstopplaats) naar cache wordt meegenomen. De geocoin heeft een traceerbaar nummer, zodat de eigenaar de reis van de geocoin kan volgen op een website. Omdat men geocoins naar eigen ontwerp kan laten maken verschijnen ze in vele vormen en maten. Het verzamelen van geocoins is een hobby waar soms redelijk grote bedragen mee gemoeid zijn, waardoor geocoins minder in omloop komen.